# Pallacanestro femminile ai X Giochi del Mediterraneo

## Classifica finale
| - | Paese   | Formazione                                                                                          |
| - | ------- | --------------------------------------------------------------------------------------------------- |
|   | Albania | AlbaniaAbdullai, Alibegaj, Dibra, Goxhi, Guxho, Hoxha, Lacaj, Sadushi, Sulollari, All. Bashkim Milo |
|   | Turchia | |
|   | Siria   | |
| 4 | Libano  | |